# Ушаковское (Чукотский автономный округ)
Ушаковское — опустевшее село на территории Чукотского автономного округа России. 
Входило в Иультинский район (городской округ Эгвекинот), а ранее до 2008 года — в состав Шмидтовского района. 
Несмотря на то, что в селе отсутствует постоянное население, на территории села расположены центральный кордон «Ушаковское» заповедника «Остров Врангеля», военная база «Полярная Звезда», а также законсервированная гидрометеорологическая полярная станция «Остров Врангеля» и новая модульная метеорологическая станция, так что село можно назвать обитаемым. Перепись населения 2021 года не учитывала это село в перечне населённых пунктов.

## Информация
Расположено на острове Врангеля на берегу Чукотского моря, в бухте Роджерса.
Село Ушаковское названо в честь исследователя Арктики и основателя полярной станции в бухте Роджерса, Г. А. Ушакова.
Максимальная численность населения села составляла около 180 человек.
| 2002 | 2009 | 2010 | 2011 | 2012 | 2013 |
| ---- | ---- | ---- | ---- | ---- | ---- |
| 8    | ↘7   | ↘0   | →0   | →0   | →0   |

## История села
Первое население состояло из чукчей, эскимосов и русских (семьи Г. А. Ушакова, И. М. Павлова, Н. П. Савенко, Скурихина, Таяна, Тагью, Кмо, Етуи, Нноко, Кивъяна, Палю, Аньялика, Аналько; всего около 60 человек). В 1928 году в посёлке рождается первый ребёнок, П. И. Павлов. За первые три года смены Г. А. Ушакова на острове появились гидрометеостанция и радиостанция. Люди обжились на новом месте и почти никто не вернулся на материк после первой смены (1929). Посёлок рос и развивался. К концу 1970-х в нём действовали сельсовет, школа-интернат, детсад и котельная, клуб-кинотеатр, контора заказника (и позже заповедника «Остров Врангеля») и скромный природоведческий музей, магазин (торгово-закупочное предприятие) и подземный ледник для хранения мясопродуктов, временный кораль (для осеннего загона и забоя оленей), почта, больница, полярная станция «Бухта Роджерса» (Роджерс), аэропорт «Роджерс» (для самолёта Ан-2, вертолётов Ми-2, Ми-6, Ми-8) и малая авиазаправка, склад горюче-смазочных материалов и хранилища насыпного угля, библиотека, дизельная электростанция и баня, и в домах было электричество.
Во время навигации работал временный причал для барж. С начала 1980-х появились и действовали: станция радиотелефонной связи, погранзастава, столовая для сотрудников заповедника и авиаэкипажей, работало телевидение, а на косе Ушакова был восстановлен маяк. Одной из первых телепрограмм, которую увидели ушаковцы, была программа «Взгляд» Владислава Листьева.
Долгое время пейзаж Ушаковского портила свалка, обычная почти для любого северного посёлка, но в середине 1980-х, по инициативе северян-энтузиастов, её существенно уменьшили, загрузив пустые бочки из-под ГСМ в трюмы сухогрузов и вывезя их на материк. В 1984 году в посёлке был поставлен памятник Г. А. Ушакову.
С начала 1990-х стала ощущаться нехватка финансирования, последнее судно привезло к посёлку провизию и топливо в 1994 году, в дальнейшем грузы и почта доставлялись вертолётом. Люди стали покидать Ушаковское.
В 1997 году было принято решение переселить людей на материк, в посёлок Мыс Шмидта. Последняя жительница села, Василина Альпаун, трагически погибла 13 октября 2003 года недалеко от своего дома (подверглась нападению белого медведя).
С 2011 года в селе последним жителем является местный шаман Григорий Каургин.
В 2010 году впервые с советских времён в посёлке началось строительство, было возведено несколько зданий для метеостанции, смонтировано новое оборудование.
Штат полярников составляет 6 человек.